# 知多第二火力発電所

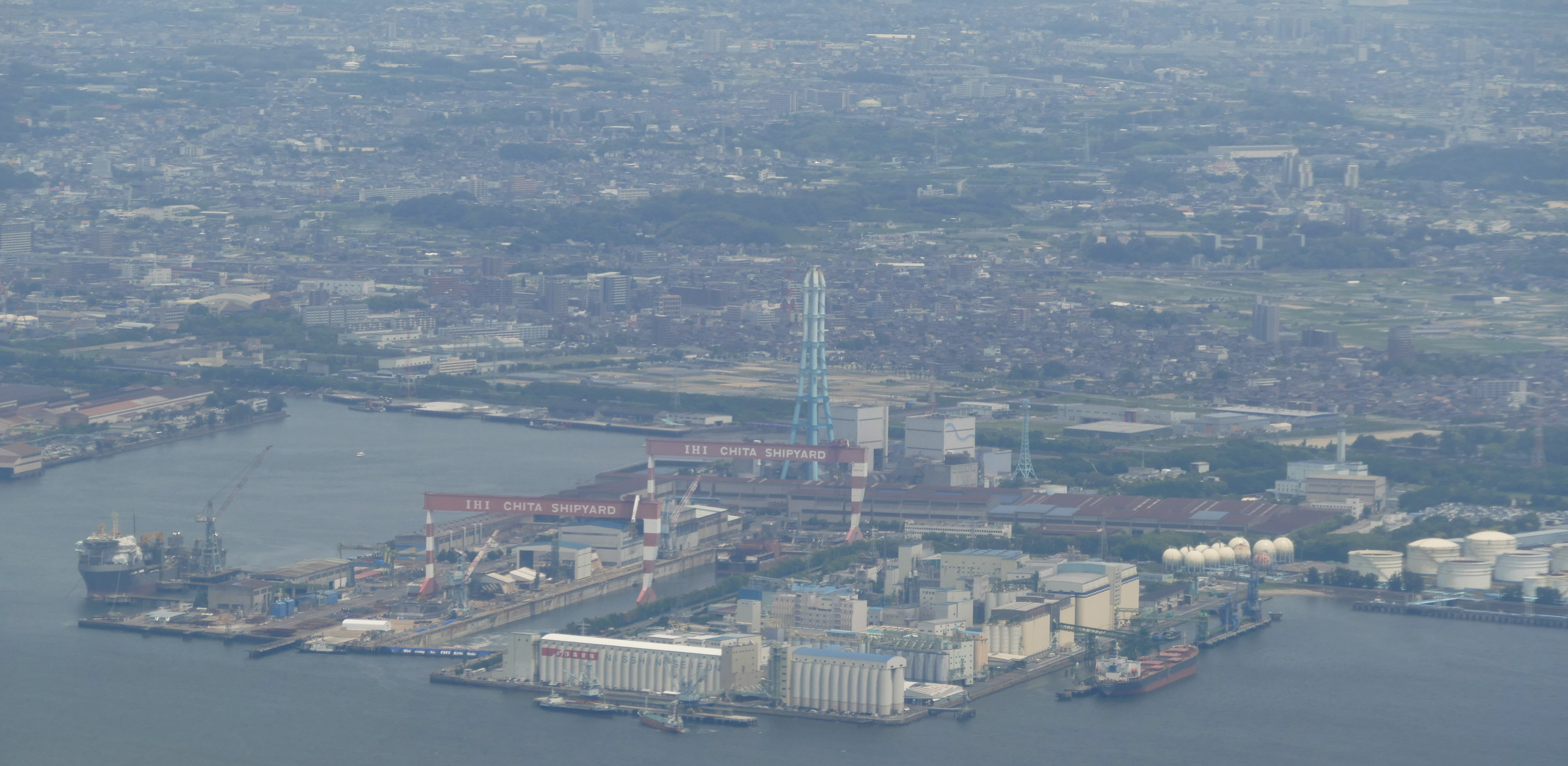
空から見る知多第二火力発電所

知多第二火力発電所（ちただいにかりょくはつでんしょ）は、愛知県知多市北浜町10-1にあるJERAの天然ガス火力発電所。高さは200m。

## 概要
1983年9月に1、2号機が運転を開始した。その後、1994年から1996年にかけてガスタービン発電設備を追加し排気再燃型コンバインドサイクル化工事を行い出力を増強。
なお、ガスタービン発電設備停止時も既存の汽力発電設備の単独運転が可能である。
2011年5月23日、中部電力は浜岡原子力発電所の稼働停止要請を受け、長期計画停止火力機の再稼働を決定、2号機ガスタービンを8月2日に再稼働させた。
2019年4月、中部電力からJERAに移管された。

## 発電設備
- 総出力：170.8万kW[5]
- 敷地面積：約18万2,000m2

1号機
発電方式：排気再燃型1,300℃級コンバインドサイクル発電方式
定格出力：85.4万kW
　蒸気タービン：70万kW × 1軸
　ガスタービン：15.4万kW × 1軸
使用燃料：LNG
営業運転開始：1983年9月
設備増強：1996年
2号機
発電方式：排気再燃型1,300℃級コンバインドサイクル発電方式
定格出力：85.4万kW
　蒸気タービン：70万kW × 1軸
　ガスタービン：15.4万kW × 1軸（2011年8月2日再稼動）
使用燃料：LNG
営業運転開始：1983年9月
設備増強：1996年